# Гертник
Гертник (словац. Hertník) — село и одноимённая община в округе Бардеёв Прешовского края Словакии. В письменных источниках начинает упоминаться с 1351 года.

## География
Село расположено в центральной части края, в долине ручья Пастевник, к западу от автодороги 545. Абсолютная высота — 461 метр над уровнем моря. Площадь муниципалитета составляет 17,97 км².

## Население
| Год:                | 1994 | 2004    | 2014    | 2024    |
| ------------------- | ---- | ------- | ------- | ------- |
| Количество человек: | 970  | 1004    | 1025    | 1010    |
| Разница:            |      | +3,50 % | +2,09 % | −1,46 % |

По данным последней официальной переписи 2022 года, численность населения Гертника составляла 1020 человека.